# Die Wende

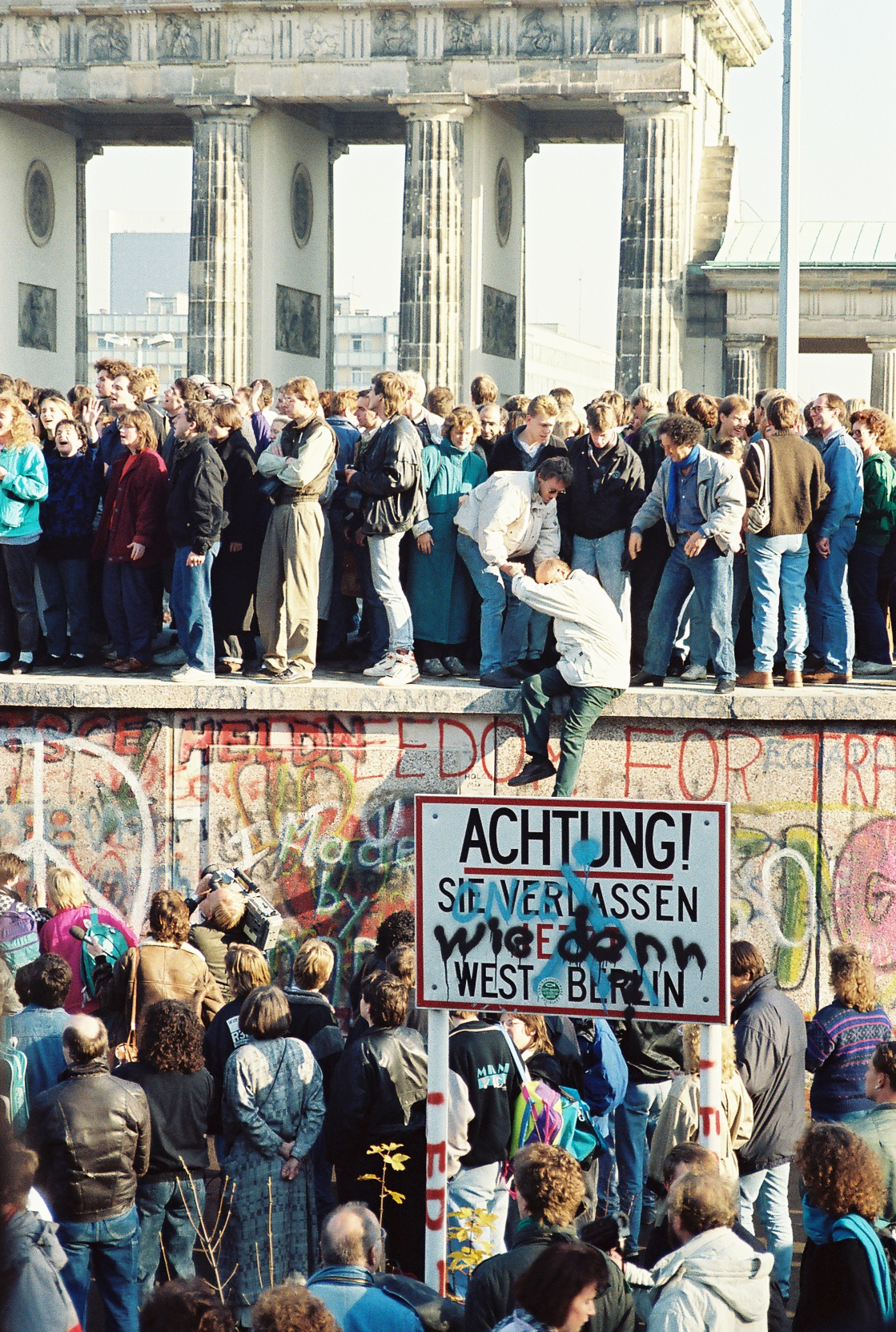
Berlínská zeď u Braniborské brány, 10. říjen 1989

Die Wende („změna“, také  „převrat“, „otočka“) je německý výraz označující proces změny či proměny politického a hospodářského systému Německé demokratické republiky (NDR) od vlády komunistické SED a centrálně plánované ekonomiky  k obnově parlamentní demokracie a tržní ekonomiky v letech 1989 až 1990. 

## VýrazWende
Při zpětném pohledu dostal politicky neutrální německý výraz Wende (znamená „změna“, „převrat“, „otočka“) od roku 1989 nový, politicky zabarvený význam. V německém prostředí i v současnosti často používaná slovní spojení seit/nach der Wende (doslova „od (té) změny“ resp. „po změně“) znamenají v tomto smyslu dobu „po pádu Berlínské zdi“ (v říjnu 1989) či „po znovusjednocení Německa“ (v říjnu 1990). Toto období přineslo zásadní politické a hospodářské změny ve Východním Německu. Začala masivní hospodářská podpora Západního Německa do tzv. nových spolkových zemí, která trvala déle než deset let a do jisté míry pokračuje různými formami ještě v současnosti. Za prvních 10 let od znovusjednocení byla finanční hodnota pomoci Západního Německa východním spolkovým zemím na výstavbu a opravy infrastruktury, obnovu měst a např. podpory v nezaměstnanosti vyčíslena částkou zhruba 775 miliard dolarů.[zdroj?] Na druhou stranu vznikla v tomto období také řada problémů, které mj. souvisely s chybami, které šly na vrub tzv. Treuhandanstalt, tedy státní instituce, která měla rozsáhlé pravomoci a velký podíl na proměnách hospodářských struktur v nových zemích. Německo se dlouho nacházelo v „období po změně“ (Nachwendezeit). Mezi starými a novými spolkovými zeměmi i 30 let po znovusjednocení existují určité ekonomické, sociální a kulturní rozdíly, dokonce i rozdíly v mentalitě obyvatelstva. 
Výraz die Wende poprvé veřejně použil 18. října 1989 tehdejší dočasný nejvyšší představitel NDR Egon Krenz v rozhovoru s novináři; dostal se však na titulní stranu vlivného západoněmeckého časopisu Der Spiegel již o dva dny dříve. Je mnohdy používán nejen pro proměnu Východního Německa, ale také pro proces pádu železné opony a socialistického resp. komunistického politického a hospodářského zřízení v celém tzv. východním bloku.

## Postup událostí
Celý proces změny zahrnuje řadu dílčích úseků a událostí, které vyústily ve formální přistoupení Německé demokratické republiky k Spolkové republice Německo dne 3. října 1990. Mezi významné události tohoto procesu patří:
- Mírová revoluce – masivní protestní akce a demonstrace, zvláště tzv. „pondělní demonstrace“ (Montagsdemonstrationen) a demonstrace na náměstí Alexanderplatz v Berlíně proti politickému systému v NDR a na podporu občanských a lidských práv na podzim roku 1989.[2]
- Pád Berlínské zdi 9. listopadu 1989 a následná tisková konference politbyra SED, během něhož Günter Schabowski oznámil otevření hraničních checkpointů.
- Přechod k demokracii ve Východním Německu po Mírové revoluci, který vyústil ve volby do Volkskammer (Lidového shromáždění) NDR (první a jediné demokratické volby v dějinách NDR dne 18. března 1990.[3]
- Proces německého znovusjednocení, který vedl ke smlouvě o sjednocení (Einigungsvertrag) 31. srpna 1990, Smlouvě o konečném uspořádání ve vztahu k Německu z 12. září 1990 a konečně k připojení pěti obnovených východoněmeckých spolkových zemí k Spolkové republice Německo.

## Předchozí události

### Útěky přes Maďarsko
Když začátkem července 1989 začaly v NDR dva měsíce letních prázdnin, vydalo se více než 200 000 občanů NDR na cestu do Maďarské lidové republiky. Většina z nich cestovala pouze na dovolenou, tisíce „východních“ Němců ovšem s úmyslem pokusit se uprchnout přes hranice do Rakouska. „Panevropský piknik“ dne 19. srpna 1989, který těsně u hranic blízko Soproně zorganizovala Panevropská unie vedená Ottem Habsburgem, jim k tomu poskytl příležitost. Akce tehdy využilo 800 až 900 východních Němců k útěku do Rakouska.
Rozsah snahy mnoha občanů NDR odejít za lepším životem do prosperujícího Západního Německa byl naznačen v materiálu centrální volební komise NDR z dubna 1989, podle kterého již tehdy 82 560 lidí oznámilo, že se nezúčastní plánovaných voleb do režimem kontrolovaných zastupitelstev.
V první půli srpna se začalo proslýchat, že maďarští celníci do cestovních pasů zadržených uprchlíků nevpisují žádné záznamy, a že jim tudíž nehrozí téměř žádné riziko následného postihu ze strany orgánů NDR. Mnoho lidí se proto rozhodlo odcestovat do Maďarska, „zanechali tam své překližkové a plastové dvoutaktové trabanty a vydali se kamsi do lesů.“
11. září 1989 Maďarsko oficiálně otevřelo své hranice pro občany NDR, kteří se nacházeli v této zemi. Během tří dnů uprchlo do Rakouska na 15 000 osob, do konce září ještě dalších téměř 20 000. Od té doby však cesty do Maďarska již nebyly úřady NDR schvalovány.

### Uprchlíci v Praze a Varšavě
Následně se začala západoněmecká velvyslanectví v Praze a Varšavě naplňovat dalšími východoněmeckými uprchlíky. Do Československa a v omezené míře i do Polska byly cesty občanů NDR ještě povolené. Jelikož se situace v přeplněných prostorách především pražského velvyslanectví (jak hlavní budovy tak také parku) stále vyostřovala a vyústila ve značné humanitární a hygienické problémy a hrozilo nebezpečí epidemií, odmítla tehdejší vláda Československé socialistické republiky převzít zodpovědnost za její vyřešení. Vrcholný představitel NDR Erich Honecker byl tak nucen dát souhlas k vycestování všech východoněmeckých uprchlíků z Prahy a Varšavy do Západního Německa, které se pak uskutečnilo zvláštními vlaky přes východoněmecké území. Spolkový ministr zahraničí Hans-Dietrich Genscher dne 30. září 1989 z balkónu pražského velvyslanectví v Lobkovickém paláci oznámil povolení k vycestování uprchlíků. Z Prahy tak odjelo zhruba 4 700 občanů NDR, z Varšavy dalších 809 osob.